# Île Royale
Die Île Royale ist eine Insel, die zwölf Kilometer vor der Küste von Französisch-Guayana in Südamerika liegt und zur Gruppe der Îles du Salut gehört. Sie ist mit 28 Hektar die größte und mit 66 m die höchste der Îles du Salut. Das Eiland wurde seit Mitte des 19. Jahrhunderts, wie die in unmittelbarer Nähe gelegene Teufelsinsel, als Gefängnis genutzt, wovon die zahlreichen noch erhaltenen Zellenblöcke zeugen.
Heute befinden sich auf der bei Touristen beliebten Insel eine Kirche, das Gefängnismuseum und ein Gasthaus (früher Sitz des Gefängnisdirektors). Daneben betreibt der Besitzer, das Raumfahrtzentrum Guayana, hier einen Kinetheodoliten zur Beobachtung von Raketenstarts des nahe gelegenen Weltraumbahnhofs Kourou.

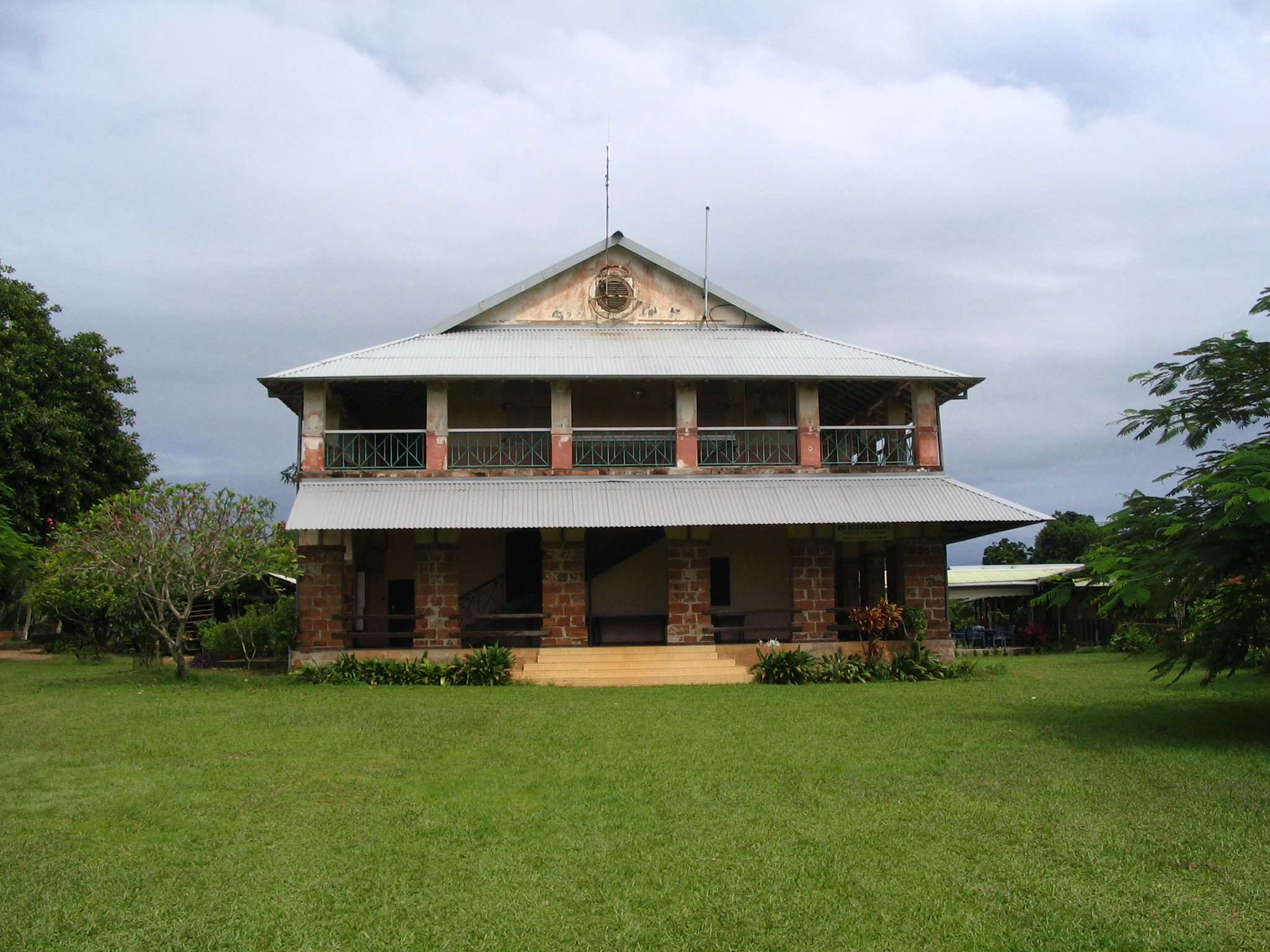
Gasthaus, vormals Sitz des Gefängnisdirektors
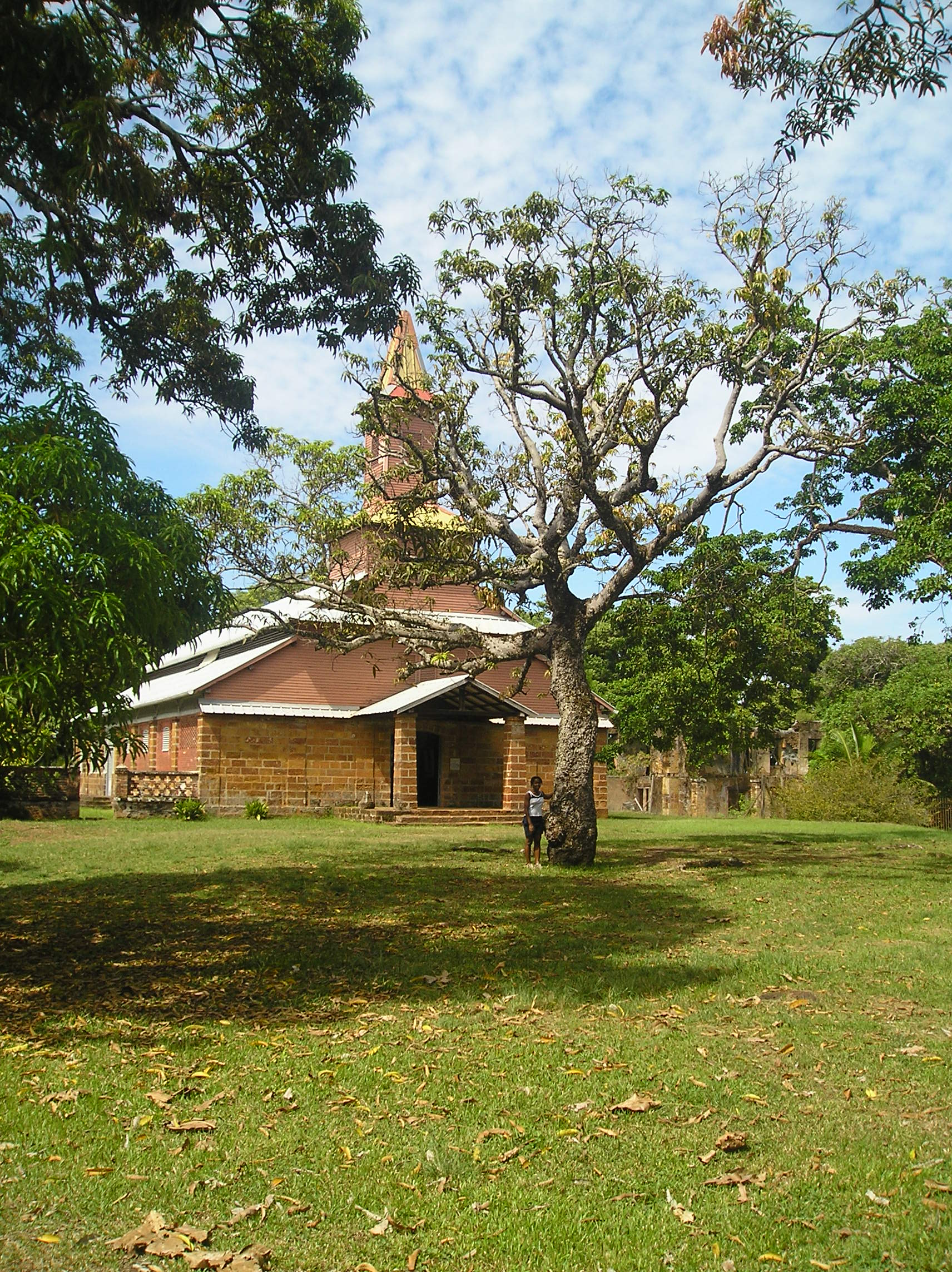
Kirche
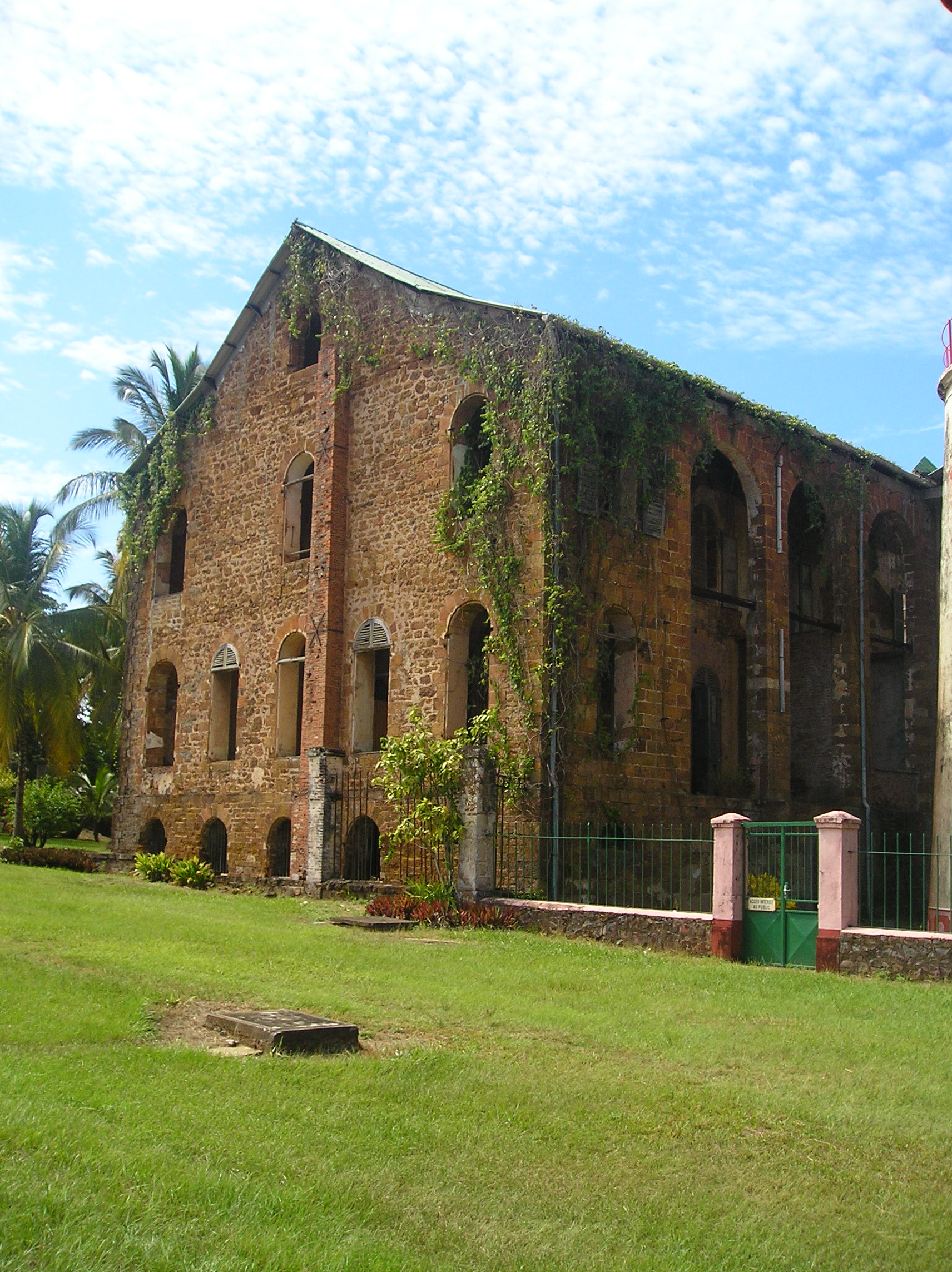
Ehemaliges Gefängnis
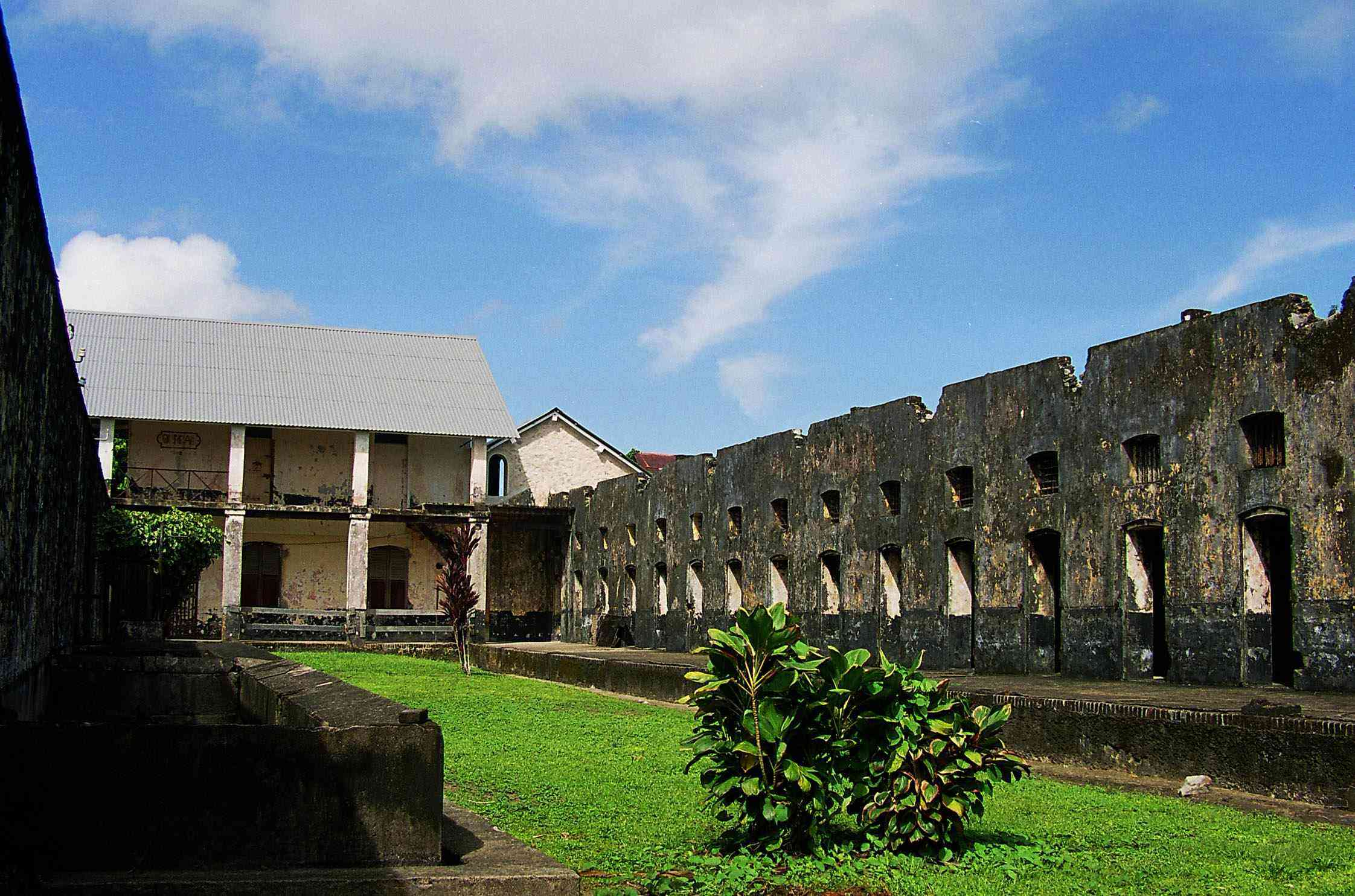
Zellenblock
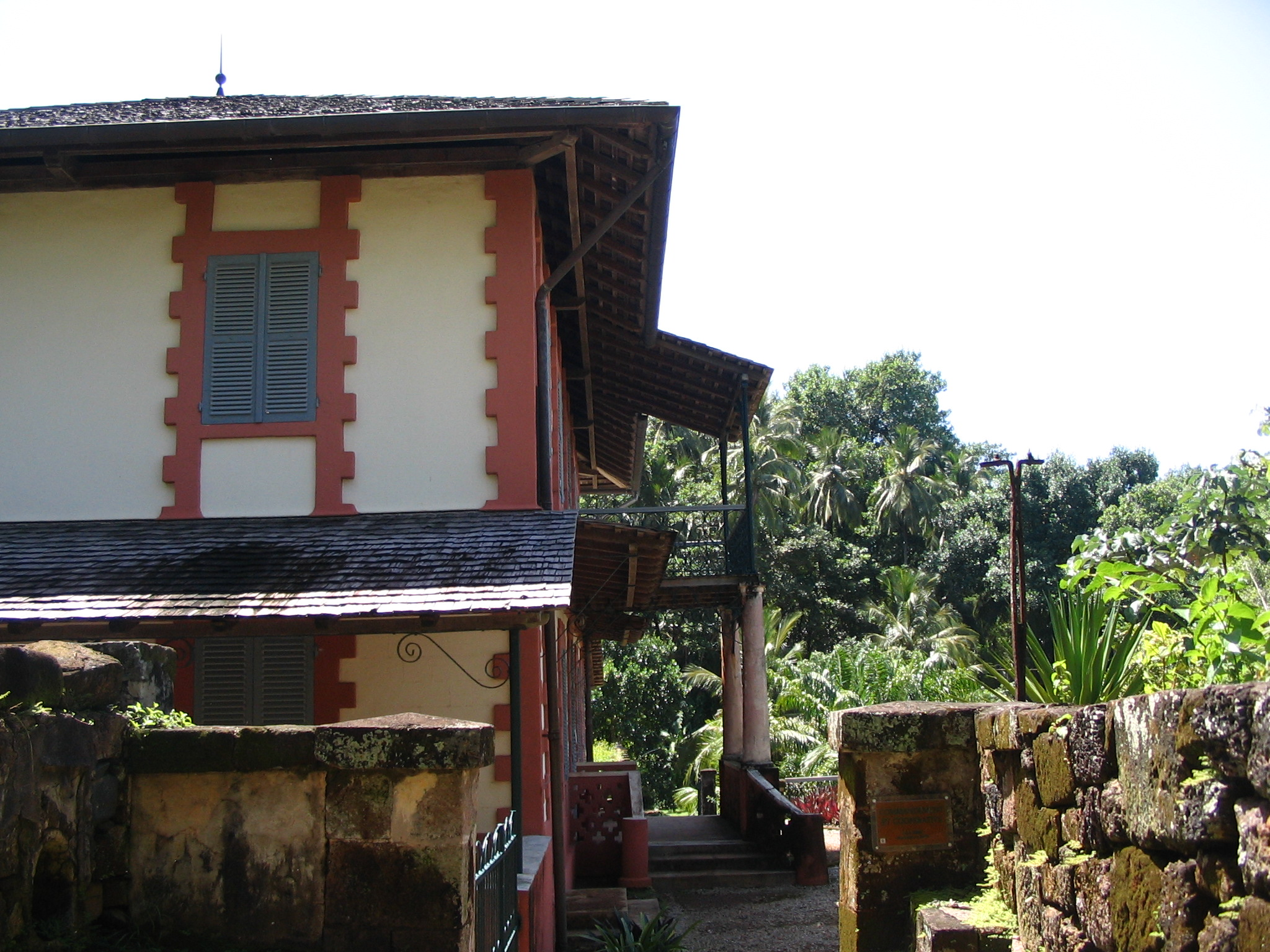
Museum